# Ochotona ladacensis
Ochotona ladacensis är en däggdjursart som först beskrevs av Albert Günther 1875.  Ochotona ladacensis ingår i släktet Ochotona och familjen pipharar. IUCN kategoriserar arten globalt som livskraftig. Inga underarter finns listade.
Denna piphare förekommer i västra Kina och angränsande delar av Indien och Pakistan. Arten vistas i 4200 till 5400 meter höga bergstrakter och platå. I området är vegetationen mycket glest med arter av vivesläktet, starrsläktet och släktet Arenaria (nejlikväxter).
Arten når en kroppslängd (huvud och bål) av 15 till 24 cm och en vikt av 100 till 320 g. Bakfötterna är 3,2 till 4,0 cm långa och öronen är 2,2 till 3,3 cm stora. Ovansidans päls består av sandfärgade, rödaktiga och nästan vita hår som ger ett spräckligt utseende. Undersidan är täckt av grå till sandfärgad päls. Före den kalla årstiden blir pälsen tjockare och mer gråaktig. Ett område vid en körtel på djurets nacke bär gula hår. Huvudet kännetecknas av stora avrundade öron och av svarta läppar.
Individerna är främst aktiva på morgonen och under eftermiddagen. De håller ingen vinterdvala. Födan utgörs av den glest fördelade växtligheten som förekommer i utbredningsområdet. Det registrerades inga förrådshögar med hö. Trots tillhörigheten till familjen pipharar är arten sällan högljudd. I några delar av utbredningsområdet delar arten reviret med Ochotona curzoniae och i andra regioner med Ochotona koslowi. Under vintern äts nästan uteslutande rötter från växter av vivesläktet. Antagligen har arten därför långa framtänder.
Individerna livnär sig främst av växter och fortplantningen sker i juni och juli. Ungarna föds cirka en månad senare.